# كونور جينينغز
كونور جينينغز (بالإنجليزية: Connor Jennings)‏ (29 أكتوبر 1991 في المملكة المتحدة - ) هو لاعب كرة قدم بريطاني في مركز الهجوم. شارك مع منتخب إنجلترا لكرة القدم C ‏. أما مع النوادي، فقد لعب مع ستوكبورت كونتي وسكونثورب يونايتد وغريمسبي تاون وماكليسفيلد تاون ونادي ريكسهام ونادي ستاليبريدج سيلتيك.

## وصلات خارجية
- كونور جينينغز على موقع قاعدة بيانات كرة القدم.إي يو (الإنجليزية)
- كونور جينينغز على موقع Soccerbase.com (لاعب) (الإنجليزية)
- كونور جينينغز على موقع Soccerway.com (الإنجليزية)